# Paweł Czerwiński
Paweł Czerwiński, poljski diplomat, * 25. avgust 1965, Krakov.
Od 17. septembra 2015 do 29. februarja 2020 je bil veleposlanik Republike Poljske v Sloveniji. Od 1. oktobra 2020 je bil svetovalec predsednika Republike Poljske, nato pa od leta 2023 veleposlanik na Hrvaškem.

## Življenjepis
Czerwiński je leta 1989 diplomiral iz prava na Jagelonski univerzi. Leta 1989 se je zaposlil na okrožnem tožilstvu, od leta 1990 diplomat Ministrstva za zunanje zadeve. Delal je na vleposlaništvih Republike Poljske v Moskvi (1990–1991), Rigi (1991–1996), Ljubljani (1998–2002), Ankari (2004–2006), Beogradu (2006–2012; od julija 2009 do oktobra 2009 chargé d’affaires a.i.). Na MZZ bil je med drugim namestnik direktorja. Od septembra 2015 do 29 februarja 2020 je bil veleposlanik RP v Sloveniji.
1. oktobra 2020 je bil imenovan na mesto zunanjepolitičnega svetovalca predsednika Republike Poljske. Leta 2023 je bil imenovan za veleposlanika na Hrvaškem.
Govori angleško, slovensko, rusko, srbsko in francosko. Je poročen, ima sina.